# Tour du sud de la Bolivie
Le Tour du sud de la Bolivie (en espagnol : Vuelta al Sur de Bolivia) est une course cycliste par étapes disputée en Bolivie. Sa première édition a eu lieu en août 2013. Il a fait partie de l'UCI America Tour, en catégorie 2.2.

## Palmarès
| Année     | Vainqueur      | Deuxième        | Troisième       |              |
| --------- | -------------- | --------------- | --------------- | ------------ |
| 2013      | Óscar Soliz    | Edson Calderón  | Piter Campero   |              |
| 2014      | Juan Cotumba   | Cléber Cuasquer | Jhonny Caicedo  |              |
| 2015-2024 | Pas organisé   | Pas organisé    | Pas organisé    | Pas organisé |
| 2025      | Eduardo Moyata | Ángel Hoyos     | Samuel Canaviri |              |